# Eva Horká

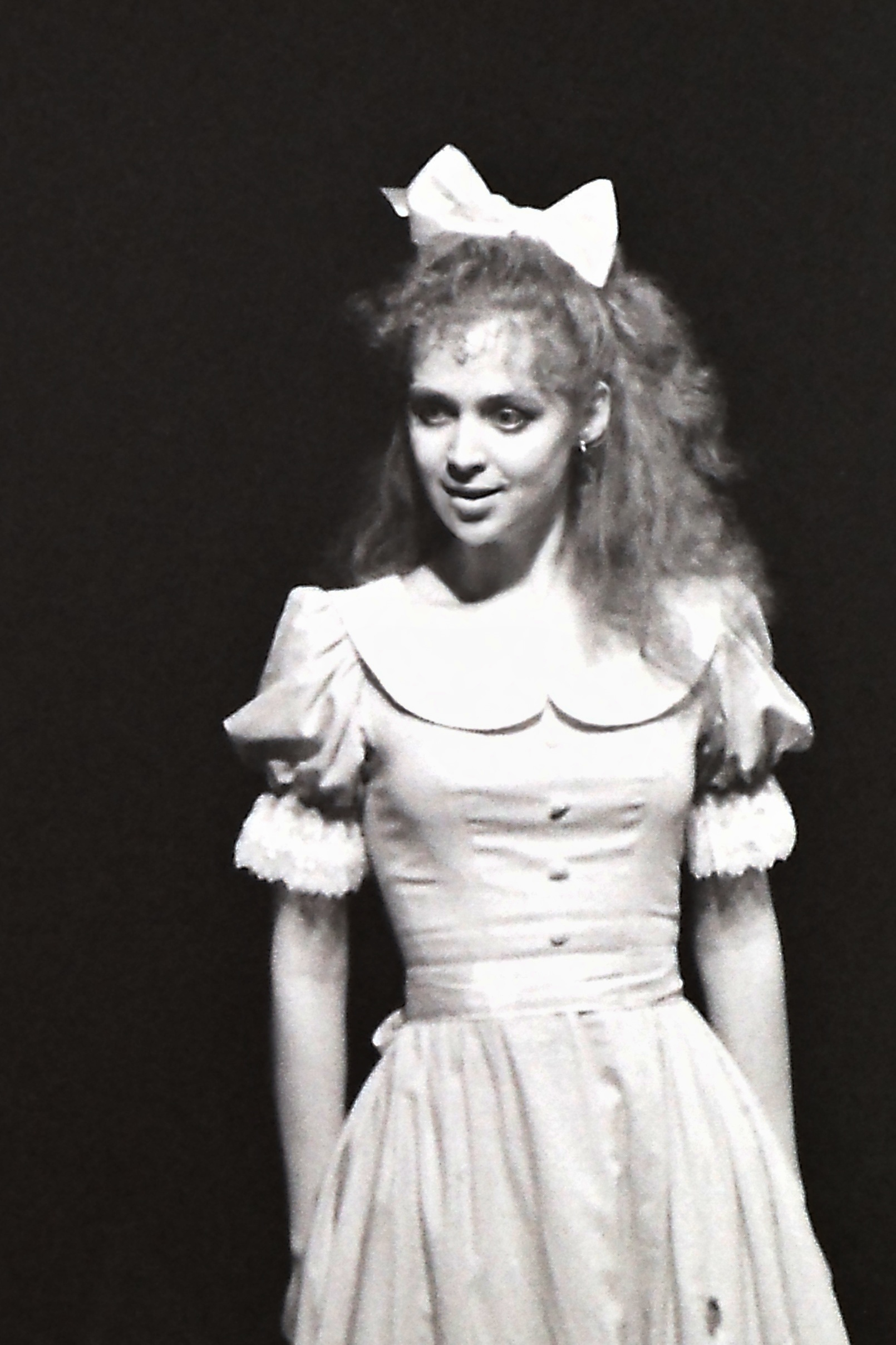
Eva Horká als Růženka in Klicperas Der böse Hirsch, Nationaltheater, 1989

Eva Horká  (* 10. Juli 1967 in Prag, Tschechoslowakei) ist eine tschechische Schauspielerin.

## Leben
Eva Horká wurde in Prag geboren, wo ihr Vater als Redakteur am Hydrometeorologischen Institut tätig war und ihre Mutter († 2005) am Zentrum für Bauwesen und Architektur arbeitete. Sie hat zwei Halbbrüder aus der ersten Ehe ihrer Mutter.
Horká besuchte das Staatliche Konservatorium (Schwerpunkt Musik und Schauspiel) in Prag und erlangte das Abitur. Von 1987 bis 1992 gehörte sie zum Ensemble des Nationaltheaters. Dort spielte sie unter anderem die Ophelia in Shakespeares Hamlet (Regisseur Miroslav Macháček), Maria in Verlorene Liebesmüh, Celia in Wie es euch gefällt, Mariane in Molières Tartuffe und Iole in Dürematts Herkules und der Stall des Augias. Später war sie für eine Spielzeit an dem von Otomar Krejča gegründeten Theater Divadlo za branou II in Prag tätig. Sie hatte auch Gastauftritte an den Pragern Theatern Divadlo v Řeznické, Ká, Labyrint und Divadle v Dlouhé. Ab Januar 2000 war sie fest am Stadttheater in Mladá Boleslav engagiert, bis sie 2015 nach Problemen mit der neuen Leitung kündigte. Seitdem hatte sie keine Theaterengagements mehr.
Horká tritt als Schauspielerin auch in Film und Fernsehen auf. Bekannt wurde sie durch die Rolle der Sensenfrau Frau Hippe in junger Gestalt (Frau Holle). Daneben arbeitet sie als Synchronsprecherin. Sie unterrichtete zudem in den 1990er Jahren Schauspielpädagogik an der Kunstschule in Benátky nad Jizerou. Ab 2000 lehrte sie an der Höheren Berufsschule für Schauspiel (Vyšší odborná škola herecká) in Prag. Sie ist auch als Autorin tätig und hat zwei Gedichtbände veröffentlicht.

## Filmografie (Auswahl)
- 1985: Ing. (Kurzfilm)
- 1985: Frau Holle (Perinbaba)
- 1989: Chodník cez Dunaj (Fernsehfilm)
- 1991: Dno (Fernsehfilm)
- 1991: Pres padací mosty (Fernsehfilm)
- 1993: Podivné jméno pro psa (Kurzfilm)
- 2009: Malá Smrt (Kurzfilm)
- 2010: 3+1 s Miroslavem Donutilem (Fernsehserie, eine Folge)

## Publikationen (Auswahl)
- Tvá cesta II. Chronos, Prag 2003, ISBN 80-86722-03-1.